# HD 147662
HD 147662，又名BD+68 868，SAO 17036、HR 6101，是一颗恒星，视星等为6.41，位于銀經101.34，銀緯38.77，其B1900.0坐标为赤經16h 18m 11.8s，赤緯+68° 38.77′ 33″。